# フジログ
『フジログ』は、日本のテレビアニメ作品。第13回文化庁メディア芸術祭アニメーション部門審査委員会推薦作品。

## 概要
『不思議の国とアリス』で注目を集めたCGアニメーション作家七字重雄による超限定ご当地3DCGアニメ。当初は2007年から七字の個人サイトで発表されていたが、2011年にテレビアニメ化されている。テレビアニメ化に際して「地域活性ご当地エンタテインメント」と題し、埼玉県さいたま市見沼区大和田町を舞台としており、町内の風景がそのまま描かれている。また、埼玉県・さいたま市・埼玉県内の企業・大和田町内の商店街が制作協力に参加し、企業名などは実名で登場している。映画館の上映前オリジナルムービーにも採用決定 している。6月で一旦終了したが、10月より12月までテレ玉、tvk、サンテレビ、KBS京都などにてシーズン2を放送。2012年2月より7月までキッズステーションでシーズン1、シーズン2を全話放送した。
キャッチコピーは「圏外、論外、想定GUY、時代が生んでしまったナンセンスファミリー」。
タイトルは、「フジヤマ家のシュールでドタバタな日常の記録（log・ログ）」を省略したもの。

## 物語
ニートの主人公オサム、おせっかいな母のミツコ、なぜかしゃべらない祖父のセンキチ。埼玉県さいたま市見沼区大和田町に在住のフジヤマ家の3人と周囲の人々が贈るちょっとやっかいな日常コメディ。

## 登場人物

### フジヤマ家の人々
フジヤマ オサム
声 - 草尾毅
主人公。長男。33歳。無職（ニート）。パラサイト・シングル。マザコン。童貞。
当人に自覚はないが年齢の割に行動が幼く、そして些細な事で感情が昂ると何をしでかすか解らない。
フジヤマ ミツコ
声 - 佐久間なつみ
オサムの母。60歳。オサムを溺愛し、超おせっかいな上、古くさい価値観・倫理観から生ずる大胆かつきわめてとんちんかんな行動で、周囲を困らせることも。
以前は学校の先生をしていたが、現在は専業主婦。夫とは10年以上前に死別している。
フジヤマ センキチ
オサムの祖父。90歳。無口で無表情で、スケッチブックを使って会話をするが、その台詞はかなり毒舌である。
行動はかなりマイペースだが、どこか裏があり、何を考えているのかよく分からない。
イケジリ レイコ
声 - 大津田裕美
長女でオサムの妹。32歳。数年前に嫁いで行ったにも関わらず、夫と喧嘩すれば息子たちを連れて時々帰郷する。
兄のオサムをいつも馬鹿にするが、自分のことは棚にあげている。性格はオサムそっくり。
イケジリ コウタ / イケジリ ケンタ
声 - 大津田裕美
レイコの双子の息子。共に9歳。レイコを見習い、いつもオサムを小馬鹿にしている。
暇さえあればフジヤマ家に行き、オサムを遊び相手にしている。

### 周囲の人々
タカハシ アキラ
声 - 白鳥哲
オサムの友人。33歳。オサムと正反対の性格の持ち主で、素直で純粋な青年。
いつもオサムにいじられている。
ノグチ ミエコ
声 - 相沢舞
結婚相談所で紹介された、オサムのお見合い相手。27歳。A型。もともとはタカハシの見合い相手に紹介したのだが、写真を見たオサムが一目惚れし、その結果オサムを相手に選んだ。
見合い後も度々デートをしており付き合いは続いていたが、ろくろ首のように首が伸びる体質だと知ると、さすがにオサムは「無理!」と逃げ出して破談となり、タカハシと付き合うことになった。

### ゲスト出演
埼玉県ゆかりの人物として、土田晃之、北斗晶、岡野雅行、バカボン鬼塚が登場。
声は本人が演じている（岡野はキャラクター出演のため、無言で登場している）。
土田晃之
声 - 土田晃之
テレビ埼玉の番組に出演している大和田町育ちのお笑い芸人。番組レポーターとして郷里を訪れたら、なぜかミツコに呼び止められてフジヤマ家に来た。以降、オサムに土田の電話番号を知られており、時々呼び出される。
しかし土田はオサムたちを毛嫌いしていて、司会を担当するクイズ番組に出場したオサムたちを貶めようとした。だが、ミツコに見破られて逆に番組打ち切りに追い込まれる屈辱を味わった。
野人・岡野
元浦和レッズのスター。埼玉で最も愛されたサッカー選手だが、ストーリーに関係なくいつも街中を通行人としてよく走っている姿を目撃されている。なぜかオサムは岡野の電話番号も知っている。
土田が司会のクイズ番組にも罰ゲーム担当として登場した。
北斗晶

声 - 北斗晶
「デンジャラスクィーン」と呼ばれた元女子プロレスラーで、「鬼嫁」として有名な吉川市出身・在住の女性タレント。健介オフィスの師範代として、入門テストを受けに訪れたタカハシと付き添いで来たオサムのたるんだ体・精神を鍛え直そうとしたが、オサムのいい加減な態度に憤激して、プロレス勝負でオサムを締め上げた。
その後、オサムの敵討ちに来たミツコに料理勝負を挑まれたが、北斗はこれを返り討ちにしている。
バカボン鬼塚
声 - バカボン鬼塚
FM NACK5の人気番組『The Nutty Radio Show おに魂』のラジオパーソナリティー。自分が投稿したネタが採用されないと怒ったオサムとレイコ にスタジオ まで押しかけられる。
ためしにオサムにラジオDJをさせてみたところ好評であった。
なお、鬼塚はのちに新幹線変形ロボ シンカリオンZの第14話で、FM NACK5の公開生番組のパーソナリティとして本人役で登場している。
コバトン
埼玉県のマスコット。イベントでレイコ宅の近くに来た。土田が司会のクイズ番組にも登場した。
つなが竜ヌゥ
さいたま市のマスコット。コバトンとともに登場した。
今野浩子
声 - 今野浩喜（キングオブコメディ）
センキチの婚約相手として現れた結婚詐欺師。
今野浩喜
声 - 今野浩喜（キングオブコメディ）
浩子の息子で、同じく結婚詐欺師。浩子と同じ顔をしている。
刑事・高橋健一
声 - 高橋健一（キングオブコメディ）
指名手配の今野親子を追ってフジヤマ家にきた刑事。今野親子を現行犯で逮捕しようとしたが、センキチが襲い掛かったために取り逃がしてしまう。
坂田 & 松本
声 - 坂田圧巳、松本真治（鷲宮商工会 経営指導員）
鷲宮神社の側にある『大酉茶屋わしのみや』（現・大酉茶屋田々）にいた鷲宮商工会 の関係者。堂々と現れたオサムをアニメ関係者だと勘違いした。
onちゃん
オサムが各局にアニメ企画を売り込み、最後にやってきた『北海道テレビ放送』のマスコットキャラ。オサム達を応対するものの、会話は出来ずキレたオサムを逆にボディプレスで押し潰した。
歌うキッチン
声 - 歌うキッチン
なぜかフジヤマ家の近所の空き地で独りギターを弾きながら歌っていたシンガーソングライター。オサムがバイトを探すついでにプロポーズを申し込むも即座に振られる。

## スタッフ
- 音楽・音響効果 - 大城嘉彦（from APOGEE）
- 録音スタジオ - ログスタジオ、エムアイティギャザリング
- 編集・MAスタジオ - 映像通信
- 企画 - 七字重雄、柴田亮
- プロデュース - 市橋雄二、柴田亮、西辺誠、jackamo、二宮直彦、瀬川秀利、東直樹、舘野雅彦、遠藤圭介、若井聡一郎、熊谷典和、河口芳佳、伊藤義行、江副純夫
- アニメーション・編集 - uzupiyo guraphics
- 監督・脚本・編集・キャラクターデザイン・アニメーション - 七字重雄
- 製作 - チームフジログ（角川書店、ROONETS（ルーネット）、HTB、とちテレ、テレ玉、tvk、KBS京都、おっ!サンテレビ）
- 協力 - 埼玉県、さいたま市、大宮アルディージャ、大和田銀座商店会、大和田ふれあい通り商店街、角川シネプレックス、健介オフィス、埼玉新聞社、ファッションセンターしまむら、十万石ふくさや、テレ玉、東武鉄道、FM NACK5、ユナイテッド・シネマ、ピザハウスるーぱん、鷲宮商工会

## 主題歌
オープニングテーマ『アンダンテ』
作詞・作曲・歌 - 歌うキッチン（ビクターエンタテインメント） / 編曲 - 門脇大輔
エンディングテーマ『Ladies&Gentlemen!』
作詞・作曲・歌 - 歌うキッチン / 編曲 - baker
- 2011年4月13日 配信シングルとしてリリース。
- 2011年6月22日 アルバム「歌うキッチン」に収録。

## 各話リスト
| 話数      | サブタイトル                          |
| シーズン1 | シーズン1                             |
| --------- | ------------------------------------- |
| 第1話     | オサム選挙に立つ                      |
| 第2話     | フジヤマ家テレビに出演する            |
| 第3話     | オサムロボットを作る                  |
| 第4話     | ミツコ愛の奇跡                        |
| 第5話     | ミツコの人助け                        |
| 第6話     | フジヤマ家の十万                      |
| 第7話     | オサム サッカーに挑戦する             |
| 第8話     | オサムとタカハシ 健介オフィスへ行く   |
| 第9話     | オサムの結婚相談(1)                   |
| 第10話    | オサム 助っ人を呼ぶ                   |
| 第11話    | センキチの盆栽                        |
| 第12話    | オサム 土田晃之に真剣な相談をする     |
| 第13話    | オサムの結婚相談(2)                   |
| シーズン2 |                                       |
| 第14話    | オサムのお見合い                      |
| 第15話    | オサム ラジオDJに挑戦する             |
| 第16話    | フジヤマ兄妹は土田晃之の大ファン      |
| 第17話    | タカハシの災難                        |
| 第18話    | オサムとミツコ 大いに反省する         |
| 第19話    | センキチの恋                          |
| 第20話    | 見合い相手 ノグチの秘密               |
| 第21話    | リベンジ!北斗晶vs フジヤマミツコ      |
| 第22話    | オサムの聖地巡礼                      |
| 第23話    | オサムの全国縦断 アニメ売り込み大作戦 |
| 第24話    | クイズ アップアップサイタマ           |
| 第25話    | オサムとレイコのバイト探し            |
| 第26話    | さらばフジヤマ家                      |

- シーズン2放送開始直前に紹介番組『ナニコレ!?フジログ!』を放送。
- シーズン2放送終了直後に紹介番組『フジログ 座談会』を放送。

## 放送局
シーズン1
| 放送地域 | 放送局                    | 放送期間               | 放送日時                 | 備考       |
| -------- | ------------------------- | ---------------------- | ------------------------ | ---------- |
| 埼玉県   | テレビ埼玉（テレ玉）      | 2011年4月4日 - 6月28日 | 月曜 19時55分 - 20時00分 | [ 注釈 7 ] |
| 兵庫県   | サンテレビ                | 2011年4月4日 - 6月27日 | 月曜 19時55分 - 20時00分 |            |
| 北海道   | 北海道テレビ（HTB）       | 2011年4月5日 - 6月28日 | 火曜 25時50分 - 25時55分 |            |
| 京都府   | KBS京都                   | 2011年4月7日 - 6月30日 | 木曜 21時50分 - 21時55分 |            |
| 神奈川県 | テレビ神奈川（tvk）       | 2011年4月7日 - 6月30日 | 木曜 25時00分 - 25時05分 |            |
| 栃木県   | とちぎテレビ（とちテレ）  | 2011年4月9日 - 7月2日  | 土曜 9時35分 - 9時40分   |            |
| 全国     | キッズステーション （CS） | 2012年2月2日 - 4月26日 | 木曜 22時54分 - 23時00分 | [ 注釈 8 ] |

ナニコレ!?フジログ!
| 放送地域 | 放送局       | 放送期間      | 放送日時                 | 備考 |
| -------- | ------------ | ------------- | ------------------------ | ---- |
| 埼玉県   | テレビ埼玉   | 2011年10月2日 | 日曜 19時30分 - 20時00分 |      |
| 栃木県   | とちぎテレビ | 2011年10月2日 | 日曜 21時15分 - 21時45分 |      |
| 北海道   | 北海道テレビ | 2011年10月2日 | 日曜 27時25分 - 27時55分 |      |
| 京都府   | KBS京都      | 2011年10月3日 | 月曜 25時00分 - 25時30分 |      |
| 兵庫県   | サンテレビ   | 2011年10月9日 | 日曜 17時00分 - 17時30分 |      |
| 神奈川県 | テレビ神奈川 | 2011年10月9日 | 日曜 23時00分 - 23時30分 |      |

シーズン2
| 放送地域 | 放送局                    | 放送期間                 | 放送日時                 | 備考       |
| -------- | ------------------------- | ------------------------ | ------------------------ | ---------- |
| 兵庫県   | サンテレビ                | 2011年10月2日 - 12月25日 | 日曜 20時55分 - 21時00分 |            |
| 埼玉県   | テレビ埼玉                | 2011年10月3日 - 12月26日 | 月曜 19時55分 - 20時00分 | [ 注釈 7 ] |
| 北海道   | 北海道テレビ              | 2011年10月4日 - 12月27日 | 火曜 25時50分 - 25時55分 |            |
| 栃木県   | とちぎテレビ              | 2011年10月6日 - 12月29日 | 木曜 20時35分 - 21時00分 |            |
| 京都府   | KBS京都                   | 2011年10月6日 - 12月29日 | 木曜 21時50分 - 21時55分 |            |
| 神奈川県 | テレビ神奈川              | 2011年10月6日 - 12月29日 | 木曜 25時00分 - 25時05分 |            |
| 全国     | キッズステーション （CS） | 2012年5月3日 - 7月26日   | 木曜 22時54分 - 23時00分 | [ 注釈 8 ] |

## Web配信版
『埼玉県在住、フジヤマオサム、33歳、無職（ニート）。 〜フジログ入門編〜』
テレビアニメに先駆け、ブログ発表済みエピソードの全25話および未発表4話を収録したDVDを2011年2月18日に発売。
収録エピソード
1. サイフ
2. 結婚相談所
3. 当たり屋
4. キント雲
5. 病気恐怖症
6. せんだみつお
7. できちゃった結婚相談所
8. 今日のごはん
9. エレベーター
10. 今日のごはん その2
11. キント雲 その2
12. 面接
13. 踏切
14. 幼なじみ
15. 将棋の時間
16. エレベーター その2
17. 西遊記
18. 妹から電話
19. 結婚相談所 3回目
20. 幼なじみ その2
21. 副業で占いを始めてみた
22. 妹を迎えに
23. つば風船
24. 将棋の時間 第二局
25. 幼なじみと妹
26. 百の質問（未発表話）
27. さようなら（未発表話）
28. メガネがない（未発表話）
29. 踏切（別バージョン・未発表話）